# Rã-defumada-da-selva
A rã-defumada-da-selva ou mãe-da-chuva (nome científico: Leptodactylus pentadactylus) é uma espécie de anfíbio da família Leptodactylidae. Pode ser encontrada na Bolívia, Brasil, Peru, Equador, Colômbia e Guiana Francesa. Os machos possuem em média 177 milímetros e as fêmeas 185. É diferenciada de outras espécies por possuírem dobras dorsolaterais e um par de glândulas lombares. Possuem os olhos e os tímpanos grandes. Sua cor varia entre o cinza e o vermelho amarronzado. Os girinos são grandes e alongados, atingindo os 83 mílimetros de comprimento.
São encontrados próximos a pântanos e córregos de águas calmas, mas podem ser encontrados em áreas urbanas distantes de corpos d'água. Possuem hábitos noturnos, porém os mais jovens são diurnos, sendo encontrados sobre folhas. Durante o dia, os adultos se abrigam em tocas subterrâneas, no meio de raízes e em buracos no inferior das casas. Não há um consenso sobre qual é o seu período reprodutivo, se ele ocorre apenas em setembro, ou se decorre entre maio e novembro. Seu amplexo é axilar, com mil ovos sendo postos em um ninho de espuma, feita de esperma, secreções cutâneas, água e ar. Os girinos são extremamente resistentes a desidratação, podendo passar uma semana fora d'água. Sua dieta se baseia no consumo de artrópodes. É consumido por algumas pessoas na Amazônia.
Dos onze pares de cromossomos presentes na espécie, seis deles são sexuais, sendo a espécie de vertebrado com o maior número desses cromossomos. Uma teoria para que haja tantos cromossomos é a de que a espécie faz parte de um grande complexo específico e de que houve vários rearranjos cromossômicos durante o seu processo evolutivo.

## Nomes vernáculos
- Língua kwazá[3]: huwa
- Língua arikapú[8]: pupu
- Língua jabuti (djeoromitxí)[8]: ɸuɸu